# Suhela alboflavalis
Suhela alboflavalis is een vlinder van de familie van de grasmotten (Crambidae). De wetenschappelijke naam van deze soort is voor het eerst voorgesteld als Conogethes alboflavalis door Frederic Moore in een publicatie uit 1888. De spanwijdte bedraagt bij het mannetje ongeveer 16 millimeter en bij het vrouwtje 20 millimeter.
De soort komt voor in India (Jharkhand, West-Bengalen, Sikkim, Meghalaya, Mizoram, Andamanen) en Nepal.